# Meester van Edward IV

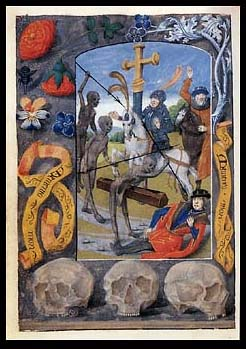
De drie levenden en de drie doden, Meester van Edward IV

De Meester van Edward IV is de noodnaam voor een anonieme miniaturist die door Friedrich Winkler zo benoemd werd naar een vijftal miniaturen die hij verzorgde in een Bible Historiale die gemaakt werd voor Eduard IV van Engeland in 1479. Naast zijn bijdrage aan de  historiebijbel werden er nog miniaturen uit zeven andere manuscripten door Winkler rond deze meester verzameld. Georges Dogaer voegde in 1987 nog veertien manuscripten aan het oeuvre van de meester toe. In de recente lijst (1997) gepubliceerd door Bodo Brinkmann zijn 47 manuscripten en 20 enkele bladen opgenomen. De meester was actief tussen ca. 1470 en 1500.

## Loopbaan
De meester werkte mee aan een aantal grote manuscripten met een vernaculaire tekst die tussen 1479 en 1482 voor Edward IV werden gemaakt. Op basis van deze werken uit de vroege jaren van de meester kon worden afgeleid dat hij in Brugge werkzaam was en dat hij samenwerkte met een andere anonymus, de Meester van de Soane Josephus. Onze meester zou in dit samenwerkingsverband de junior partner geweest zijn, hij kreeg geen frontispices toevertrouwd, hoewel zijn miniaturen een volleerd kunstenaar laten vermoeden.
In de manuscripten waaraan hij in de jaren 1480 meewerkte neemt hij ook de margeversiering en de versierde initialen voor zijn rekening. In een wereldkroniek die bewaard wordt in de Russische nationale bibliotheek in Sint-Petersburg (Ms. Fr.F.v.IV.12) is de samenwerking tussen scribent en miniaturist zo nauw dat geopperd is dat schilder en scribent dezelfde waren.
In de vroege jaren 1490 was deze meester een van de weinige miniaturisten die  in staat was om luxueuze seculiere werken te illustreren. Zo vindt men bij zijn late werken teksten zoals de Franse vertaling door Casco de Lucena van de geschiedenis van Alexander de Grote van Quintus Curtius en de roman Guiron le Courtois.

## Stijlkenmerken

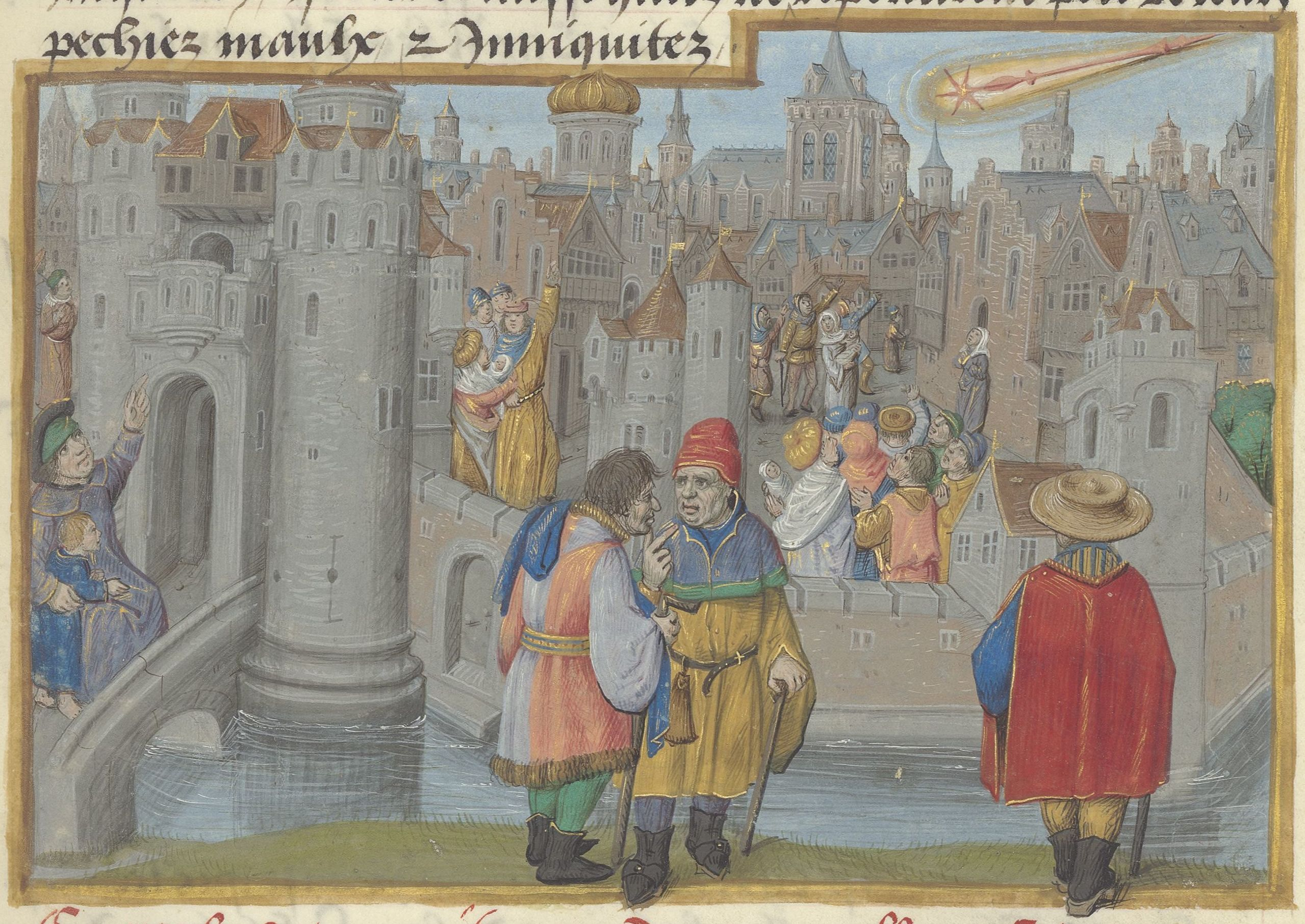
Komeet boven Jeruzalem, uit het Vita Christi van Jean Mansel

De meester was een van de schilders die actief waren in de tijd dat de Gent-Brugse stijl in de boekverluchting tot stand kwam. Hij werkte in de omgeving van andere anonymi die men vaak met hem verward heeft zoals de Meester met de witte inscripties, de Brugse meester van 1482 en de Meester van de Getty-Froissart. In zijn kleine miniaturen toont hij zijn inventiviteit in de composities en het narratieve van zijn voorstellingen. Zijn figuren worden afgebeeld groepen in diverse houdingen. De gezichten zijn duidelijk getekend, met volle rode lippen en rouge op de wangen. Winkler noemde de personages zigeunerachtig omwille van het ongekamde, piekerige haar en de ietwat ruwe gelaatsuitdrukkingen van de mannen. De meester gebruikt steeds een vrij beperkt palet met zalmkleur, zeegroen, grijsblauw en een verzadigd azuurblauw, aangevuld met bruin gehoogd met goudkleur voor de rijke gewaden en zwart, grijs en wit voor de wapenuitrustingen.  Voor de landschappen gebruikt hij het atmosferisch perspectief.
In de jaren 1490 wordt zijn stijl meer gemaniëreerd met zeer geprononceerde penseelstreken, onregelmatige vormen en een veel exotische palet. Vele personages worden zonder relatie met de leeftijd met grijs haar en een baard voorgesteld zoals bijvoorbeeld Alexander de Grote. Men kan vaststellen dat meer en meer werk wordt gelegeerd aan minder talentvolle assistenten.

## Associaties
In haar studie over de assistenten van Willem Vrelant, Adriaen de Raet en Betkin Scepens, gepubliceerd in 1999, stelt Anne Hagopian van Buren vast dat de loopbaan van Adriaen de Raet en de Meester van Edward IV vrij overeenkomstig zijn. De Raet werd ingeschreven bij de Broederschap van Sint-Jan de Evangelist als leerling van Vrelant in 1474. Enkele jaren later werd hij vrijmeester. Zijn samenwerking met de weduwe van Vrelant na diens dood in 1482, samen met Betkin Scepens is eveneens gedocumenteerd. In 1487 nam De Raet zelf een leerling aan en vanaf 1499 bekleedde hij diverse hoge ambten in de broederschap. In 1530 was hij deken. De Raet stierf in 1534.

## Werken
Hierbij een beperkte lijst van werken die aan de Meester van Edward IV worden toegeschreven of waaraan hij heeft meegewerkt.
- Getijden van Antoine de Crèvecœur, ca. 1470-1475, Leeds University Library Brotherton Collection Ms. 4.
- Bible Historiale, Franse vertaling door van Guyart des Moulins van de Historia scholastica van Petrus Comestor, ca. 1479,  Londen, Britrish Library, Royal MS.18 D IX.
- Bible Historiale, Franse vertaling door van Guyart des Moulins van de Historia scholastica van Petrus Comestor, 1470 en ca. 1479, Londen, Britrish Library, Royal MS.15 D I
- Guiron le Courtois, ca. 1470, Parijs, Bibliothèque nationale de France, Mss. fr. 359-363.
- Chroniques (vol III), ca. 1470-1479, Los Angeles, The J. Paul Getty Museum, Ms. Ludwig XIII 7
- Recueil des croniques d’Engleterre, Jean de Wavrin, ca. 1470-1480, Londen, British Libray, Royal Ms. 14 E IV
- Fleur des Histoires van Jean Mansel, ca. 1480, Kopenhagen, Det Kongelige Bibliotek, Ms. Thott 568 2°
- Chronicle of Saint Albans, ca. 1480, Londen, Lambeth Palace Library, Ms. 6
- Sermons sur la Passion et Traites Divers, ca. 1480, Valenciennes, Bibliothèque municipale,  Ms. 230
- Livre d'Eracles, 1479-1480, Londen, British Libray, Royal Ms.15 E I.
- De Escorial getijden, 1486, Madrid, Biblioteca del Monasterio de San Lorenzo de El Escorial, Vitrinas 12
- Vie du Christ, Ludolf van Saksen, Franse vertaling van Guillaume Le Menand,  na 1487, Parijs, Bibliothèque nationale de France, ms. fr. 20096
- De Blackburn getijden, 1480-1490, Blackburn, Blackburn Museum and Art Gallery, Hart. Ms. 20884
- Wereldkroniek, Sint-Petersburg, ca. 1480-1490, Russische Nationale Bibliotheek, Ms. Fr.F.v.IV.12
- Miroir de salvation humaine, vertaling van de Speculum humanae salvationes door Jean Miélot, ca. 1488-1490,  Parijs, Bibliothèque nationale de France, ms. fr. 6275. 188 van de 196 miniaturen. Verluchting waarschijnlijk uitgevoerd in opdracht van Boudewijn van Lannoy (Doornik-Rijsel), raadsheer en kamerheer van Karel de Stoute. Was een regelmatige opdrachtgever van de meester.
- De imitatione Christi, Thomas a Kempis, 1481-1490, Wenen, Österreichische Nationalbibliothek, ms.1576
- Geschiedenis van Alexander de Grote van Quintus Curtius Rufus, Franse vertaling door Casco de Lucena, ca. 1485-1490, Londen, British Library, Royal Ms. 20C.III.
- Livre lequel entre aultres matieres traitte de la nativité Nostre Seigneur Jhesu Crist, de sa vye, de sa passion, de sa resurrection et d'aultres belles et devotes matieres, compilé par Jehan Mansel, notable clercq lay, demourant a Hesdin en Artois, 1486-1493, Parijs, Bibliothèque de l'Arsenal, mss. 5205-5206
- Geschiedenis van Alexander de Grote van Quintus Curtius, Franse vertaling door Casco de Lucena, 1475-1500, Genève, Bibliothèque publique et universitaire, Ms.fr. 76
- Guiron le Courtois, ca. 1490-1500, Oxford, Bodleian Library, Douce Ms. 383.
- Blad met een processie in Santiago de Compostella, Los Angeles, The J. Paul Getty Museum, Ms. Ludwig XIII 7, fol. 122

## Weblinks
- Bible Historiale online raadpleegbaar op de website van de British Library.